# Machinae Supremacy
Machinae Supremacy är ett band från Luleå som spelar en blandning mellan melodisk metal och 8-bitarsmusik. Stilen har beskrivits som en blandning av Helloween och musiken på en Commodore 64. Deras första album Deus Ex Machinae släpptes 1 maj 2004 av Music by Design Records Ltd. Deras musikstil kallas allmänt för SID-metal, vilket kan delas upp i orden SID och metal. SID kommer ursprungligen från Commodore 64:ans primitiva föregångare till dagens ljudkort, som hette just SID, vilket står för Sound Interface Device. Deras SID-synt är en SidStation , det vill säga en hårdvarusynt som innehåller ett SID-chip, och på så sätt skapas deras sound. Deras senaste skiva heter Into The Night World och släpptes 2016.

## Medlemmar
Nuvarande medlemmar
- Gibli (Jonas Rörling) – sologitarr (2000– )
- Gaz (Robert Stjärnström) – rytmgitarr (2000–2006, 2011–2012), sång (2000– )
- Gordon (Andreas Gerdin) – keyboard (2000–2006), rytmgitarr (2006–2011), basgitarr (2011– )
- Nicky (Niklas Karvonen) – trummor (2009– )
- Tomi Luoma – gitarr (2012– )

Tidigare medlemmar
- Kahl Hellmer – basgitarr (2000–2005)
- Tobbe (Tobias Malm) – trummor (2000–2002)
- Tom (Tomas Nilsén) – trummor (2002–2009)
- Poe (Johan Palovaara) – basgitarr (2005–2007)
- Dezo (Johan Hedlund) – basgitarr (2007-2011)

## Diskografi
Studioalbum
- 2004 – Deus Ex Machinae
- 2004 – Jets'n'Guns Soundtrack
- 2006 – Redeemer (finns även i Underground Edition)
- 2008 – Overworld
- 2010 – A View From the End of the World
- 2012 – Rise of a Digital Nation
- 2014 – Phantom Shadow
- 2016 - Into The Night World

Livealbum
- 2004 – Live in Lappfejden
- 2011 – Live at Assembly 2011

EP
- 2006 – Jets'n'Guns Gold
- 2017 – Rise of the Owlverlord

Singlar
- 2008 – "Bionic Commando"
- 2017 – "Legend of Zelda - Gerudo Valley (From Ocarina of Time)"

Samlingsalbum
- 2002 – Origin
- 2002 – Arcade
- 2004 – Crap Pack
- 2004 – Fury
- 2011 – The Beat of Our Decay
- 2015 – Echoes

## Webografi
Machinae Supremacy har inte bara släppt sina låtar som hela album, utan en stor del, närmare bestämt 39 låtar, har enbart släppts på nätet där det är fritt fram för vem som helst att ladda ner och ta del av musiken. Sedan den 13 november 2011 finns även albumet Deus Ex Machinae fritt tillgängligt på nätet.
2001
- "Anthem Apocalyptica" – 3:25
- "Arcade" – 5:50
- "Fighters From Ninne" – 3:05
- "Follower" – 3:18
- "The Great Gianna Sisters" – 4:34
- "Hero" – 4:26
- "I Turn To You" – 5:19
- "March Of The Undead Part II" – 4:30
- "Missing Link" – 4:34
- "Origin" – 4:39
- "Sidstyler" - 3:15
- "The Wired" – 4:42
- "Timeline" – 4:37
- "Winterstorm" – 3:59

2002
- "Attack Music" – 3:45
- "Earthbound" – 4:50
- "Hubnester Inferno" – 4:15
- "Hybrid" – 3:56
- "Kings Of The Scene" – 3:29
- "Masquerade" – 4:54
- "Nemesis" – 4:57
- "Sidology Episode 1 - Sid Evolution" – 5:48
- "Sidology Episode 3 - Apex Ultima" – 7:00

2003
- "Bouff" – 3:16
- "Cryosleep" – 5:49

2004
- "Legion Of Stoopid" – 4:52
- "Soundtrack To The Rebellion" – 5:56

2005
- "Ghost (Beneath The Surface)" – 5:15
- "Loot Burn Rape Kill Repeat" – 4:21
- "Multiball" – 6:45
- "Steve's Quest" – 3:21

2006
- "Sidology Episode 2 - Trinity" – 12:50

2007
- "Fury 2007" – 5:10

2008
- "Bionic Commando" – 1:57

Okänt skaparår
- "Blind Dog Pride" – 9:29
- "Empire" – 6:53
- "Insidious" – 8:20
- "Tempus Fugit" – 7:19
- "Hate" –
- "Ninja" –
- "Return To Snake Mountain" –

## Musikvideor
I september 2007 släppte Machinae Supremacy sin första musikvideo på låten "Through The Looking Glass". Deras andra musikvideo släpptes lite senare, och låten är "Edge and Pearl" från albumet Overworld.